# Eau de Pâques
La cueillette de l'eau de Pâques est, surtout au Québec, un rituel de la fête de Pâques.

## La cueillette de l'eau de Pâques
Cette cueillette devait être effectuée au petit matin du dimanche de Pâques, au lever du soleil ou pendant les dernières minutes avant l'aube. Cette eau se puisait dans un ruisseau ou une petite rivière. La plupart du temps, la coutume voulait que ce soit les enfants qui puisent cette eau (Québec), munis de récipients spéciaux, réservés à cet effet. La provision devait pouvoir tenir pendant toute une année.
À travers les années, cette pratique est devenue de plus en plus rare, pour devenir un rassemblement social ou même une activité touristique.

En dehors de toute croyance, par expérimentations annuelles depuis 30 ans dans diverses régions françaises, cette apparition des particularités bénéfiques ou spéciales peut être constatée par les personnes sensibles, les animaux ou par radiesthésie ; elle se produit après une "montée" d'environ 30 min, a son maximum pendant environ 5 min avant de retomber brutalement à son état antérieur. Et ce pic (parfois deux) a  lieu à une heure spécifique chaque année pour chaque griffon, en ce moment entre 1h15 et 2h45 du matin. À l'aube, l'eau n'a gardé qu'une infime partie de ce qu'elle a vécu. Ce qui explique en partie le désintérêt …

## Propriétés de l'eau de Pâques
En effet, cette eau est réputée pour avoir des propriétés bénéfiques, voire magiques. Cela peut s'expliquer par une certaine croyance chrétienne, d'origine orthodoxe. D'après cette légende, « l'année où Jésus-Christ est ressuscité, il s'est produit au ciel un phénomène bien autrement miraculeux : pendant huit jours consécutifs, le soleil ne s'est pas couché du tout ; les deux premiers jours, il se tenait immobile au-dessus du levant, les trois jours suivants, au zénith, pendant deux jours encore il descendit graduellement vers le couchant et ne disparut entièrement sous terre que le soir du huitième jour ».
Les propriétés de cette eau recueillie  et conservée en bouteille décroissent régulièrement au fil des jours. Au début du siècle, elles étaient encore perceptibles au carême suivant. Rares sont les eaux de Pâques actuellement encore actives au bout d'un mois. 

### Propriétés physiques
En Normandie, en Saxe et en Silésie, elle avait des propriétés dermatologiques, contre l'eczéma, l'acné, même la lèpre. Au Québec et dans les régions nordiques de la France, elle avait aussi des effets sur la vision, était une précieuse lotion pour les yeux. L'eau de Pâques devait aussi préserver de la diarrhée, et guérir de la fièvre.

### Propriétés spirituelles ou magiques
Au Québec, elle devait protéger contre les intempéries, comme la foudre, le tonnerre, les ouragans, même le vent. Elle éloignait également les mauvais esprits, les malheurs, et les accidents mortels. L'eau de Pâques devait également bénir la maison. Ceci était fait à l'aide de rameaux bénis.
Outre ses fonctions miraculeuses, la récolte de l’eau de Pâques était aussi une occasion pour se recueillir devant le lever du soleil qui, selon la légende, « danse » le matin de Pâques pour souligner la résurrection du Christ.

## Photos

Cueillette de l'Eau de l'Eau de Pâques à Saint-Tite
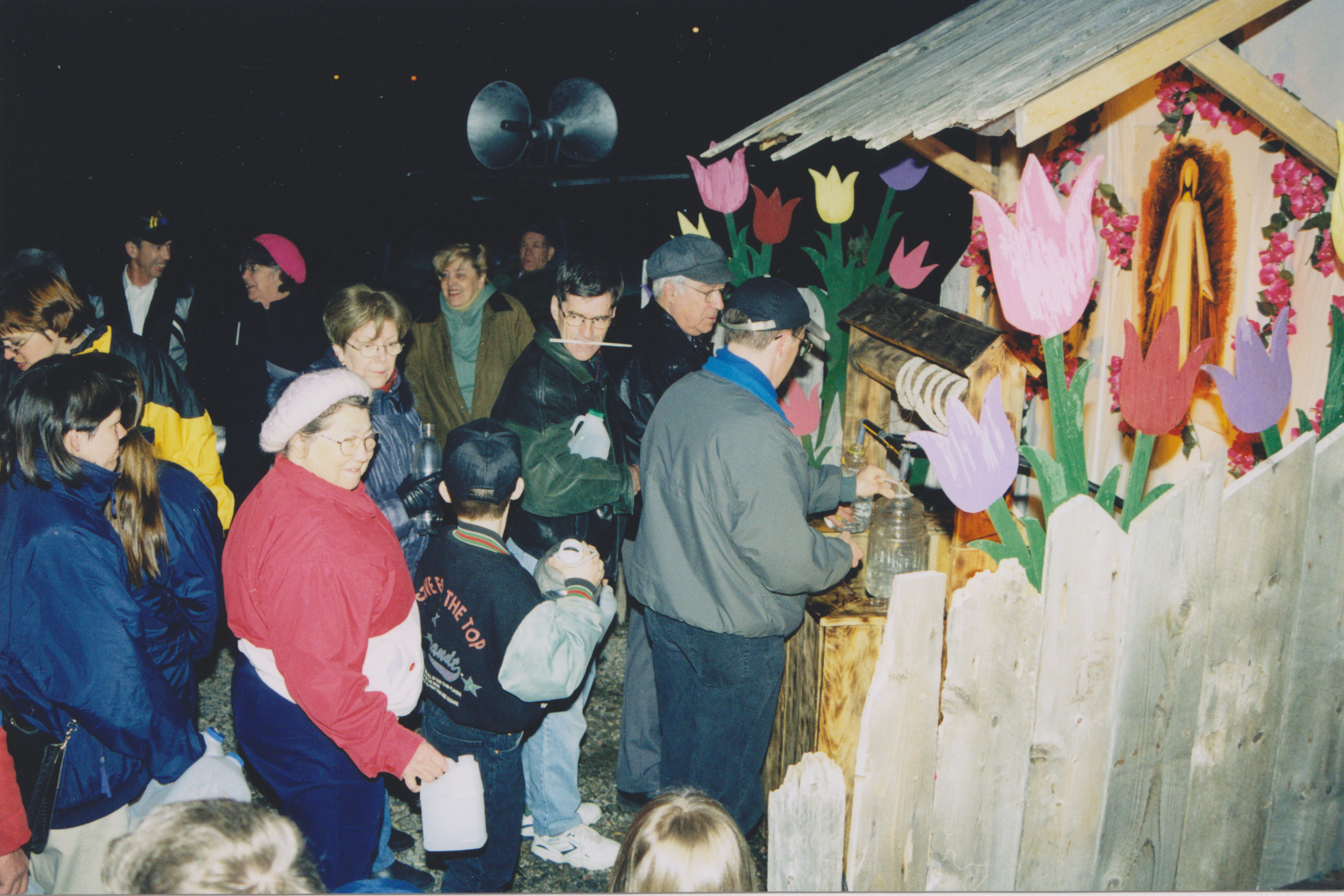
Décor temporaire, source du Curé Boutet (Nom vernaculaire), rue du Couvent, 1998
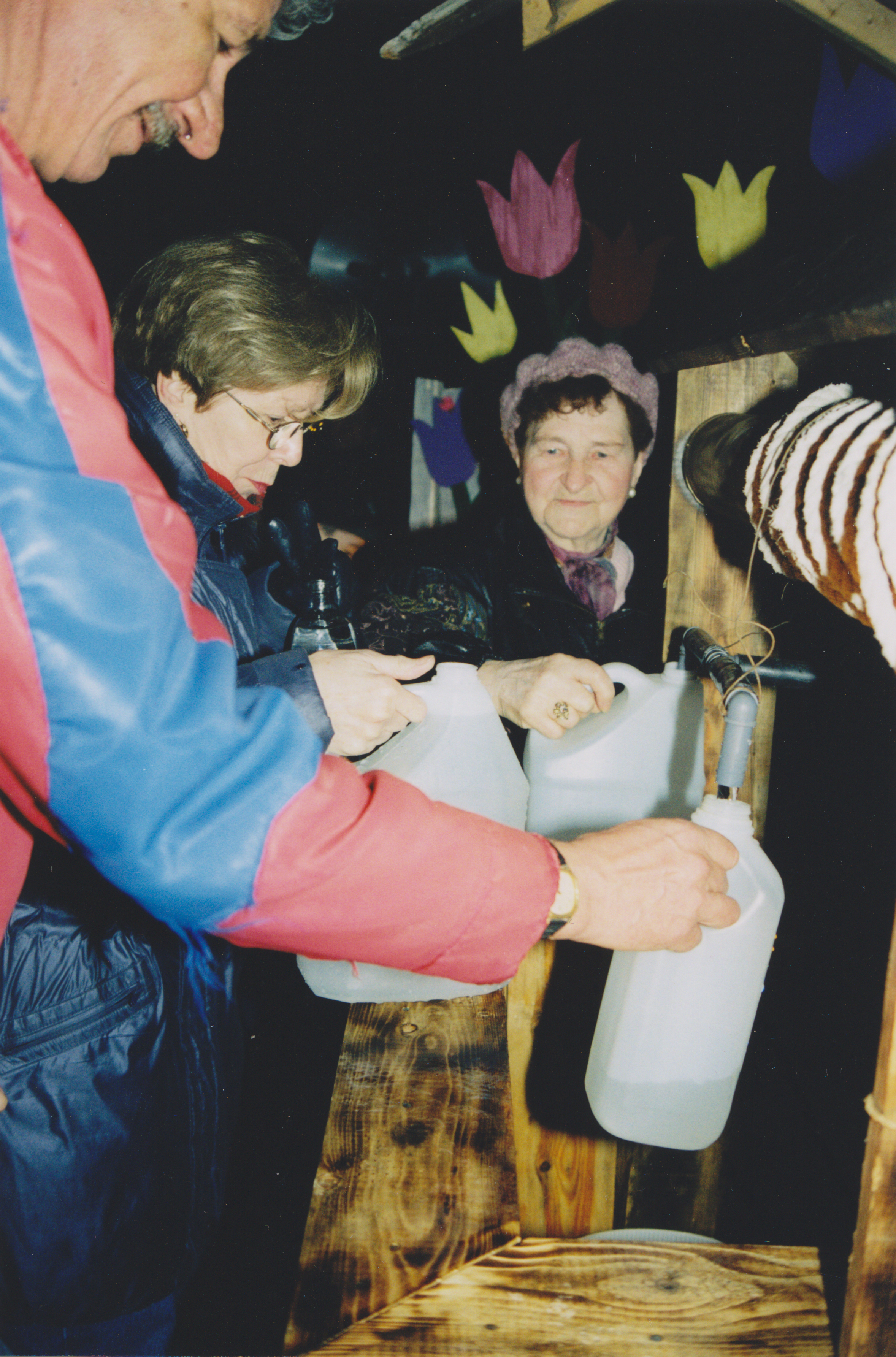
Source du Curé Boutet, rue du Couvent, 1998
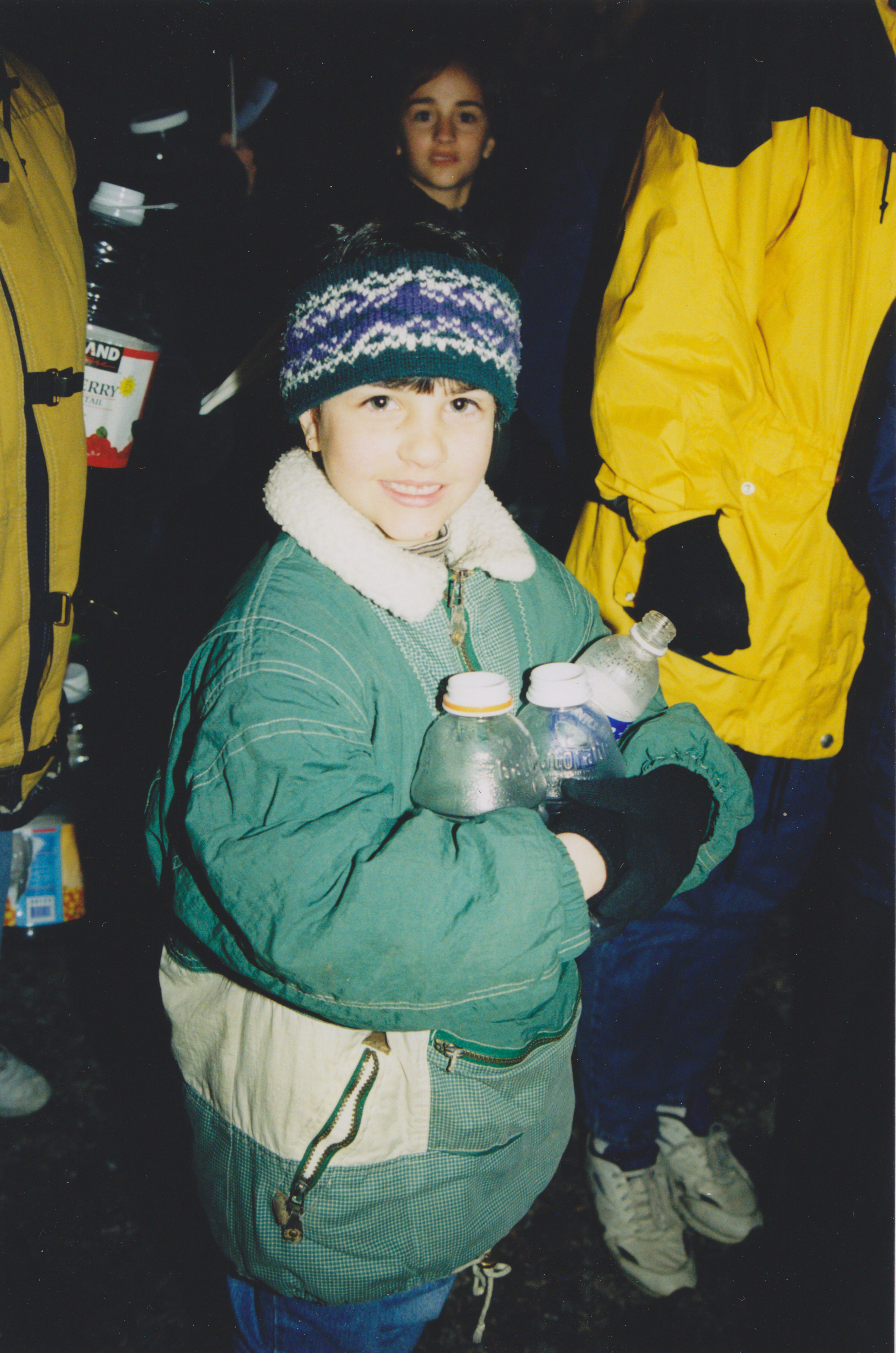
Source du Curé Boutet, rue du Couvent, 1998

## Se laver dans l'eau de Pâques
Une alternative à la cueillette, se laver dans l'eau de Pâques était réputé pour permettre de conserver longtemps la fraîcheur de sa peau. Elle donnait aussi aux femmes qui se baignaient dans un ruisseau ou une rivière à l'aube de Pâques, « beauté et séduction, à condition qu'elle l'aient fait en silence et en secret ». On dit aussi que les hommes plongeaient dans une rivière au  matin de Pâques « pour acquérir force et santé pendant toute l'année ».

## À lire
- La tradition de l’eau de Pâques bien en vie au Québec, Félix Morrissette-Beaulieu, Radio Canada, avril 2022